# IC 2786
IC 2786 је лентикуларна галаксија у сазвјежђу Лав која се налази на листи објеката дубоког неба у Индекс каталогу.
Деклинација објекта је + 13° 23' 34" а ректасцензија 11h 23m 17,5s. Привидна величина (магнитуда) објекта IC 2786 износи 14,4 а фотографска магнитуда 15,2. IC 2786 је још познат и под ознакама MCG 2-29-24, CGCG 67-69, PGC 34968.